# Saint-Witz
Saint-Witz is een gemeente in het Franse departement Val-d'Oise (regio Île-de-France) en telt 2276 inwoners (2004). De plaats maakt deel uit van het arrondissement Sarcelles.

## Geografie
Saint-Witz is de meest oostelijke gemeente van Val-d'Oise. De oppervlakte bedraagt 7,7 km², de bevolkingsdichtheid is 295,6 inwoners per km². De gemeente ligt 30 kilometer ten noordoosten van Parijs, 12 kilometer van de luchthaven Roissy-Charles De Gaulle, en loopt trapsgewijs op naar de zuidwestelijke helling van de Butte de Montmélian, een getuigenheuvel van 203 meter boven zeeniveau. Dicht bij het dorp is afrit 7 van de autosnelweg A1 Parijs- Rijsel. Ten noordoosten van Saint-Witz, aan de noordrand van Plailly, ligt het pretpark Parc Astérix.
De onderstaande kaart toont de ligging van Saint-Witz met de belangrijkste infrastructuur en aangrenzende gemeenten.

## Geschiedenis
In 757, ten tijde van koning Pepijn de Korte, werd  op de Butte de Montmélian een kerkje, gewijd aan Sint-Vitus gebouwd. Hieromheen ontwikkelde zich in de middeleeuwen een kleine, naar deze heilige Saint-Vic genoemde  bedevaartplaats. Het kerkje bevatte namelijk een reliek van Sint-Vitus. 
Mogelijk is, tegen het eind van de Honderdjarige Oorlog,  in 1429 Jeanne d'Arc met haar troepen in St. Witz geweest, kort voor- of nadat zij de stad Senlis had bevrijd. 
In de middeleeuwen was de Butte de Montmélian gekroond met een kasteel of vesting; ten tijde van de Hugenotenoorlogen van de 16e eeuw werd deze Tour Carrée (vierkante toren), boven op de heuvel, verwoest. De ruïne ervan kan thans nog bezichtigd worden.
In de 18e eeuw was er in Saint-Witz  sprake van enige nijverheid: uit de heuvel werd klei en gips gedolven als bouwmateriaal. En er werden boomgaarden geplant met o.a. perenbomen. Van het perensap werd poiré gemaakt, een op cider lijkende sterk alcoholische drank. Ook werden enige drinkwaterbronnen aangeboord.
Maar in de 19e en 20e eeuw raakte de  sterk verarmde streek, en ook Saint-Witz, ontvolkt. 
Pas rond 1978 keerde het tij. De stad Parijs breidde zich steeds verder uit; er kwam een autosnelweg, en een nieuw vliegveld. En in de nabije omgeving verrezen de pretparken Eurodisney en Parc Astérix. Ook werd het fraaie bosgebied (Forêt d'Ermenonville) ten noorden van  het dorp richting Senlis "ontdekt" door Parijse dagtoeristen. 
Het gevolg was, dat het bijna geheel ontvolkte dorpje opleefde (zie ook: Demografie) en werd voorzien van nieuwbouwwijken, nieuwe scholen e.d. Het is thans een forensendorpje even buiten de noordoostrand van Parijs.

## Demografie
Onderstaande figuur toont het verloop van het inwonertal (bron: INSEE-tellingen).

## Bekende inwoners
Saint-Witz ligt slechts 13 km verwijderd van Ermenonville, waar de beroemde filosoof Jean-Jacques Rousseau in 1778 in het plaatselijke kasteel overleed.
Vanaf 1981 woonden de Nederlandse schrijfster Hella Haasse en haar man in Saint-Witz. In 1990 werden ze tot ere-burgers benoemd. Datzelfde jaar verlieten ze Saint-Witz om terug te verhuizen naar Nederland.